# Absorptionskeil (Strahlentherapie)

Isodosenplan eines 15° Keiles. Der Winkel bezieht sich auf die Kippung der Isodose in 10 cm Tiefe. (Winkel α)

Ein Absorptionskeil ist ein Bauteil in einem Linearbeschleuniger in der Medizin. Dieser wird unter den Multilamellenkollimator am Strahlenaustrittsfenster eingeschoben. Die Bauart variiert je nach gewünschtem Absorptionseffekt. Meist sind die Keile glatt geschliffen und haben eine eckige Form.

## Material
Das Material des Keils ist ein internes Firmengeheimnis und variiert je nach Hersteller. Elemente wie Blei, Eisen und Aluminium sowie Kupfer können enthalten sein.

## Aufgabe
Ein Absorptionskeil soll – so wie es der Name schon sagt – Strahlung absorbieren, also „verschlucken“. In der Strahlentherapie soll das gesunde Gewebe so gut wie möglich geschont werden. Um eine Überdosierung zu vermeiden, verwendet man Keile, die die Isodosen verändern, da eine Seite des Feldes mehr von Strahlung geschwächt wird als die andere. Bei der Planung wird errechnet und überprüft, ob und welcher Keil erforderlich ist. Wichtig ist auch die Keilart. In moderneren Geräten wie die des amerikanischen Herstellers Varian wird der eingeplante Keil bei den entsprechenden Feldern „gesucht“. Wird ein falscher oder kein Keil verwendet, oder befindet sich dieser mit der dicken Seite auf der falschen Seite, untersagt der Computer eine Freigabe der Bestrahlung.

## Funktionsweise
Die Angabe der Winkelgrößen (z. B. 15°, 30° oder 60°) beziehen sich nicht auf den wirklichen Keilwinkel, sondern die Veränderung der Isodose in 10 cm Gewebetiefe. Diese Dosiskurve wird dann um den entsprechenden Winkel verändert. Gemessen wird im Zentralstrahl, andere Winkel in unterschiedlicher Materialtiefe müssen berechnet werden.

## Alternativen
Da die Keile relativ ungenau sind und die Radiologieassistenten bei den Patienten den Bestrahlungsraum betreten müssen, um z. B. einen Keil zu drehen, sieht man Keile heute nur noch selten. Man verwenden stattdessen die Feld in Feld (FiF) Technologie. Dort wird anstatt eines Keiles ein Felderbüschel geplant, die die Dosierung in einem Teil des zu Bestrahlenden Gewebes erhöhen. Das „Grundfeld“ enthält dabei weniger MU (Monitoreinheiten/Monitorunit). Vorteil ist die erhebliche Zeitersparnis und die geringere Strahlenbelastung für das Personal (s. Hauptartikel: Kernphotoeffekt und die daraus resultierende Strahlenschutzproblematik in der Medizin).